# Damnation A.D.
Damnation A.D. és un grup de música hardcore originari de Washington DC. Va publicar diversos discos als anys 1990 abans de separar-se. El grup va tornar als escenaris l'any 2007.

## Història
Damnation A.D. es va formar amb el nom de Damnation el 1992 per dos veterans de l'escena hardcore straight edge de Washigton DC: el guitarrista i compositor Ken Olden i el cantant Mike McTernan (germà del productor Brian McTernan). Després que el grup Worlds Collide es dissolgués i Hillel Halloway s'incorporés al baix, Damnation va enregistrar els seus primers senzills amb Olden tocant també la bateria. Havent signat amb la discogràfica Jade Tree Records, el grup va incorporar nous membres i va canviar el seu nom a Damnation A.D. a fi d'evitar la confusió amb el grup de punk homònim. Més tard van treure un senzill compartit amb el grup Walleye i van publicar el seu disc de debut el 1995. Després de l'EP Misericordia, el 1996 van girar amb Ignite i Earth Crisis. El 1998 el grup va signar amb la discogràfica Revelation Records i va publicar el seu segon disc Kingdom of Lost Souls.
Amb Olden treballant amb Ray Cappo a Better Than a Thousand, el grup es va separar poc després. Mike McTernan es va traslladar a Springfield i va cantar amb When Tigers Fight fins al 2007, quan ell i Olden va decidir reunir-se un altre cop. Ambdós, amb l'ajuda de Give Up the Ghost, Darkest Hour, Earth Crisis i Fall Out Boy, van enregistrar un tercer àlbum per a Victory Records que van titular In This Life or the Next. El 2017 el grup va publicar el disc Pornography versionant a The Cure.

## Discografia
- No More Dreams of Happy Endings (Jade Tree Records, 1995)
- Misericordia, EP (Jade Tree, 1996)
- Kingdom of Lost Souls (Revelation Records, 1998)
- In This Life or the Next (Victory Records, 2007)
- Pornography (Organized Crime Records, 2017)